# Tamara Igorewna Derbuschewa
Tamara Igorewna Derbuschewa (russisch Тамара Игоревна Дербушева, englisch Tamara Derbusheva, geb. Woronina/Воронина; * 8. Juli 1995 in Kamensk-Uralski, Oblast Swerdlowsk) ist eine russische Biathletin. Sie ist elffache russische Meisterin und startete 2019 und 2020 im Weltcup.

## Sportliche Laufbahn
Tamara Derbuschewa bestritt im März 2014 bei den Jugendweltmeisterschaften 2014 und gewann mit der Staffel hinter der französischen Auswahl die Silbermedaille. Auch 2016 nahm sie an der Juniorenwelt- und Europameisterschaften teil, blieb dort aber ohne Top-10-Platzierung. Internationale Auftritte im Seniorenbereich kamen erst im März 2018, als die Russin in ihrem Heimatland an ersten IBU-Cup-Wettkämpfen teilnahm und im Supersprint von Chanty-Mansijsk sofort eine Podestplatzierung erreichte. Auch 2018/19 bestritt sie nicht viele internationale Rennen, kam aber in IBU-Cup-Rennen dreimal in die Top 10. Überwiegend war sie in nationalen Rennen am Start und gewann dort am Saisonende die Gesamtwertung des Russischen Biathlon-Cups, zudem startete sie in Krasnojarsk bei der Universiade und errang zwei Bronzemedaillen. Im August 2019 gewann Derbuschewa dann bei den Sommerbiathlon-Weltmeisterschaften ihre erste Medaille eines IBU-Wettkampfes, sie musste sich im Verfolgungsrennen nur der Chinesin Zhang Yan geschlagen gegeben.
Mit Beginn des Winters 2019/20 war Derbuschewa erstmals Teil des Weltcupteams und lief die Rennen in Östersund, Hochfilzen und Le Grand-Bornand. Beim Auftakt in Schweden erzielte sie den 29. Rang im Sprint und lief im Einzel dank nur eines Schießfehlers auf Platz 14, was bis heute ihr klar bestes Ergebnis im Weltcup ist. Nach den Wettkämpfen von Le Grand-Bornand wurde sie wieder aus der Mannschaft genommen und startete stattdessen auf nationaler Ebene. 2020/21 war Derbuschewa zunächst wieder im Weltcupteam und erzielte weitere Ranglistenpunkte, so erlief sie in Kontiolahti zweimal Rang 27. Nach dem Jahreswechsel startete sie im IBU-Cup und wurde in einem Sprintrennen am Arber Neunte. Erst zu den Sommerbiathlon-Weltmeisterschaften 2021 tauchte die Russin dann wieder auf und gewann wie zwei Jahre zuvor eine Medaille im Verfolgungsrennen, diesmal sprang Bronze heraus. Bis auf ein Sprintrennen verpasste sie den Beginn der Saison 2021/22 krankheitsbedingt, kurz darauf startete sie im IBU-Cup nur noch in Obertilliach, bevor sie sich wieder auf die nationalen Wettkämpfe konzentrierte und seither ausschließlich auf dieser Ebene läuft.
Da die russischen Biathleten vom Wettkampfgeschehen ausgeschlossen wurden, startete Derbuschewa ab Ende 2022 im neu geschaffenen Commonwealth Cup und gehörte dort zu den konstantesten Athletinnen. Im Verlauf der Saison erzielte sie sechs Podestplätze und belegte im Endklassement mit 85 Punkten Rückstand auf Siegerin Dsinara Smolskaja Rang fünf. Noch besser verlief der Winter 2023/24: Derbuschewa gelangen in Ufa in Sprint und Verfolgung der Sieg, vier weitere Podestplatzierungen führten dazu, dass die Russin bis auf den zweiten Platz in der Gesamtwertung vorstoß und sich nur Irina Kasakewitsch geschlagen geben musste. Auch in der Saison 2024/25 gehörte Derbuschewa zum Spitzenfeld und erreichte in der Endwertung hinter Wiktorija Sliwko und Dsinara Smolskaja den dritten Rang, dabei lief sie in fast jedem Wettkampf unter die besten Zehn und konnte in Chanty-Mansijsk einen Sprint für sich entscheiden. Zusätzlich räumte sie bei den russischen Meisterschaften regelrecht ab, indem sie fünf Medaillen, darunter dreimal Gold, gewann.

## Persönliches
Derbuschewa lebt in Jekaterinburg. Sie ist seit Sommer 2021 verheiratet und nahm den Nachnamen ihres Ehemannes an, nachdem sie vorher unter ihrem Geburtsnamen Woronina gestartet war.

## Statistiken

### Weltcupplatzierungen
Die Tabelle zeigt alle Platzierungen (je nach Austragungsjahr einschließlich Olympische Spiele und Weltmeisterschaften).
- 1.–3. Platz: Anzahl der Podiumsplatzierungen
- Top 10: Anzahl der Platzierungen unter den ersten zehn (einschließlich Podium)
- Punkteränge: Anzahl der Platzierungen innerhalb der Punkteränge (einschließlich Podium und Top 10)
- Starts: Anzahl gelaufener Rennen in der jeweiligen Disziplin
- Staffel: inklusive Mixed- und Single-Mixed-Staffeln

| Platzierung               | Einzel | Sprint | Verfolgung | Massenstart | Staffel | Gesamt |
| ------------------------- | ------ | ------ | ---------- | ----------- | ------- | ------ |
| 1. Platz                  |        |        |            |             |         |        |
| 2. Platz                  |        |        |            |             |         |        |
| 3. Platz                  |        |        |            |             |         |        |
| Top 10                    |        |        |            |             | 1       | 1      |
| Punkteränge               | 2      | 2      | 1          |             | 2       | 7      |
| Starts                    | 2      | 6      | 2          |             | 2       | 12     |
| Stand: Saisonende 2020/21 |        |        |            |             |         |        |

### Weltcupwertungen
Ergebnisse bei Weltcups (Disziplinen- und Gesamtweltcup) gemäß Punktesystem.
| Saison  | Einzel | Einzel | Sprint | Sprint | Verfolgung | Verfolgung | Massenstart | Massenstart | Gesamt | Gesamt |
| Saison  | Platz  | Punkte | Platz  | Punkte | Platz      | Punkte     | Platz       | Punkte      | Platz  | Punkte |
| ------- | ------ | ------ | ------ | ------ | ---------- | ---------- | ----------- | ----------- | ------ | ------ |
| 2019/20 | 35.    | 27     | 73.    | 12     | 69.        | 5          | –           | –           | 67.    | 44     |
| 2020/21 | 51.    | 14     | 75.    | 14     | –          | –          | –           | –           | 75.    | 28     |

### Jugend-/Juniorenweltmeisterschaften
Derbuschewa nahm 2014 an den Jugend- und 2016 an den Juniorenwettkämpfen teil.
| Weltmeisterschaften | Weltmeisterschaften | Einzelwettbewerbe | Einzelwettbewerbe | Einzelwettbewerbe | Damenstaffel |
| Jahr                | Ort                 | Einzel            | Sprint            | Verfolgung        | Damenstaffel |
| ------------------- | ------------------- | ----------------- | ----------------- | ----------------- | ------------ |
| 2014                | Presque Isle        | 13.               | 34.               | 34.               | 2.           |
| 2016                | Cheile Grădiștei    | 15.               | 39.               | 19.               | –            |